# كيفن تان
كيفن تان (بالإنجليزية: Kevin Tan)‏ (و. 1981  م) هو لاعب جمباز فني أمريكي، ولد في فريمونت، كاليفورنيا، شارك في الألعاب الأولمبية الصيفية 2008.

## التعليم
تعلم في جامعة ولاية بنسلفانيا.

## روابط خارجية
- كيفن تان على موقع الاتحاد الدولي للجمباز (licence) (الإنجليزية)
- كيفن تان على موقع الاتحاد الدولي للجمباز (biography) (الإنجليزية)
- كيفن تان على موقع الاتحاد الأمريكي للجمباز (الإنجليزية)
- كيفن تان على موقع اللجنة الأولمبية الدولية (الإنجليزية)
- كيفن تان على موقع أوليمبيديا (الإنجليزية)
- كيفن تان على موقع اللجنة الأولمبية والبارالمبية الأمريكية (الإنجليزية)